# Nike Ordem Cachaña
Ordem Cachaña fue el balón de fútbol oficial usado durante la Copa América de 2015 realizada en Chile.
Fue fabricado por la compañía estadounidense de equipamiento deportivo Nike. Lo bautizó en jerga chilena a los amagues y enganches que realizan los futbolistas en la cancha. En el diccionario de la Real Academia Española es descrito como un chilenismo, de origen quechua, con un significado similar a regate. El léxico es muy usado en las "pichangas" o partidos de fútbol de barrio; y es relacionado con la Generación Dorada chilena.

## Características
En cuanto a su diseño, el balón está influenciado por la cultura chilena. Está inspirada en los colores de la selección chilena y su estilo de juego, como también en los colores patrios: el rojo representa al pueblo, el azul al cielo chileno durante el amanecer y el blanco a las cumbres nevadas de la cordillera de los Andes. Además de un toque sutil de color cobre, el motor económico del país.
Entre sus características principales cuenta con un revestimiento soldado en un sistema de tres capas, un envoltorio de poliéster mezcla y una cámara de látex de carbono que flota libremente, ofrece una sensación altamente sensible y una respuesta explosiva.

## Historia y desarrollo del balón.
Según Ortega (2014), la colaboración entre Nike y CONMEBOL permitió desarrollar un balón que integrara innovación y elementos culturales chilenos.  
“Nike diseñó el Ordem Cachaña tras dos años de investigación y pruebas con atletas de élite” (Nike, 2014).  
La colaboración con la CONMEBOL y el enfoque en el contexto chileno permitieron un desarrollo estético y técnico balanceado. El balón toma como base el Nike Ordem 2, al que se le incorporaron adaptaciones visuales únicas para el torneo. Su lanzamiento oficial se produjo en Santiago de Chile, acompañado de una campaña de presentación que destacó su relación con el fútbol callejero, el arte urbano y la cultura nacional chilena. 
Además del diseño estético, el desarrollo incluyó sesiones de prueba con futbolistas profesionales para garantizar un rendimiento óptimo. Las innovaciones incorporadas respondieron a necesidades observadas en torneos anteriores, como estabilidad de vuelo, agarre y visibilidad, convirtiéndolo en un balón técnicamente avanzado y culturalmente significativo. 

## Ediciones especiales y comercialización
Nike comercializó varias versiones del Ordem Cachaña, incluyendo la edición oficial de competencia, modelos para entrenamiento (Strike) y versiones recreativas (Pitch). Estas ediciones conservaron el diseño base, aunque con diferencias en materiales y tecnologías. 
La campaña de lanzamiento incluyó material publicitario protagonizado por futbolistas sudamericanos, destacando la conexión entre la “cachaña” como símbolo de talento y el producto como herramienta para potenciar ese estilo. (Nike, 2014). Las ventas fueron especialmente fuertes en Chile y países participantes del torneo, y el balón se convirtió en un artículo de colección. 

## Legado y uso posterior.
Aunque su uso oficial se limitó a la Copa América 2015, el Nike Ordem Cachaña dejó una huella significativa en el diseño de balones posteriores. Sus tecnologías fueron adoptadas y mejoradas en balones como el Nike Ordem Ciento, utilizado en la Copa América Centenario 2016.  
Asimismo, el énfasis en la integración de elementos culturales locales se convirtió en una práctica común para torneos internacionales organizados por Nike. 
Expertos coinciden en que su estética marcó una tendencia de incorporar elementos culturales locales en balones de torneos internacionales (Goal.com, 2015). 
El Ordem Cachaña sigue siendo un objeto buscado por coleccionistas y aficionados, y es recordado como uno de los balones más representativos de la Copa América por su combinación de identidad, estética e innovación tecnológica. 